# ورزشگاه برج العرب
ورزشگاه ارتش مصر یا ورزشگاه برج العرب (به عربی: إستاد برج العرب) سال ۲۰۰۶ در نزدیکی دریای مدیترانه راه اندازی شده‌است، ۵۰ کیلومتر غرب اسکندریه مصر واقع شده‌است.
این ورزشگاه بزرگ‌ترین ورزشگاه در مصر و دومین ورزشگاه بزرگ در آفریقا (اولین ورزشگاه ساکر سیتی ژوهانسبورگ است) گنجایش این ورزشگاه ۸۶٬۰۰۰ هزار نفر و تمام صندلی است. و همچنین ۲۷ ورزشگاه بزرگ در جهان است، ورزشگاه در منطقه قاهره-اسکندریه ۱۰ کیلومتر از فرودگاه برج العرب و ۱۵ کیلومتر از مرکز شهر اسکندریه است.

## تاریخچه

### دلیل برای ورزشگاه جدید
ورزشگاه در ابتدا به عنوان بخشی از پروژه بلندپروازانه ۵ ورزشگاه استاندارد بین‌المللی برای پیشنهاد مصر را به میزبان جام جهانی فوتبال ۲۰۱۰ راه اندازی شد. همچنین انتظار می‌رود که یکی از مکانهای برگزار کننده بازی‌های تیم ملی فوتبال مصر به همراه ورزشگاه بین‌المللی قاهره، و ورزشگاه مبارک در شهرستان از جیزه، ۲۵ کیلومتری جنوب قاهره.
ورزشگاه منحصر به فرد طراحی شده‌است و به‌طور کامل توسط مهندسان نیروهای مسلح سپاه مصر (EAFCE) ساخته شده‌است. تصور این است که EAFCE ممکن است مایل به ساخت و ساز در زمینه ورزشگاه‌ها در آینده شرکت کنند.

### بازی افتتاحیه
بکار گرفتن ورزشگاه جدید: کشور مصر ورزشگاه برج العرب را در میان ورزشگاه‌های دیگر به میزبانی جام جهانی فوتبال زیر ۲۰ سال ۲۰۰۹ انتخاب کرده بود. اولین بازی این دور از مسابقات بین تیم‌های مصر و ترینیداد و توباگو انجام شد که با برد تیم مصر به پایان رسید.